# شهرستان آدامز (ایندیانا)
شهرستان آدامز، ایندیانا (به انگلیسی: Adams County, Indiana) شهرستانی در ایالات متحده آمریکا است که در ایندیانا واقع شده‌است.